# Stinatjärnen (Degerfors socken, Västerbotten)
Stinatjärnen är en sjö i Vindelns kommun i Västerbotten och ingår i Umeälvens huvudavrinningsområde.